# General Post Office (Dublin)

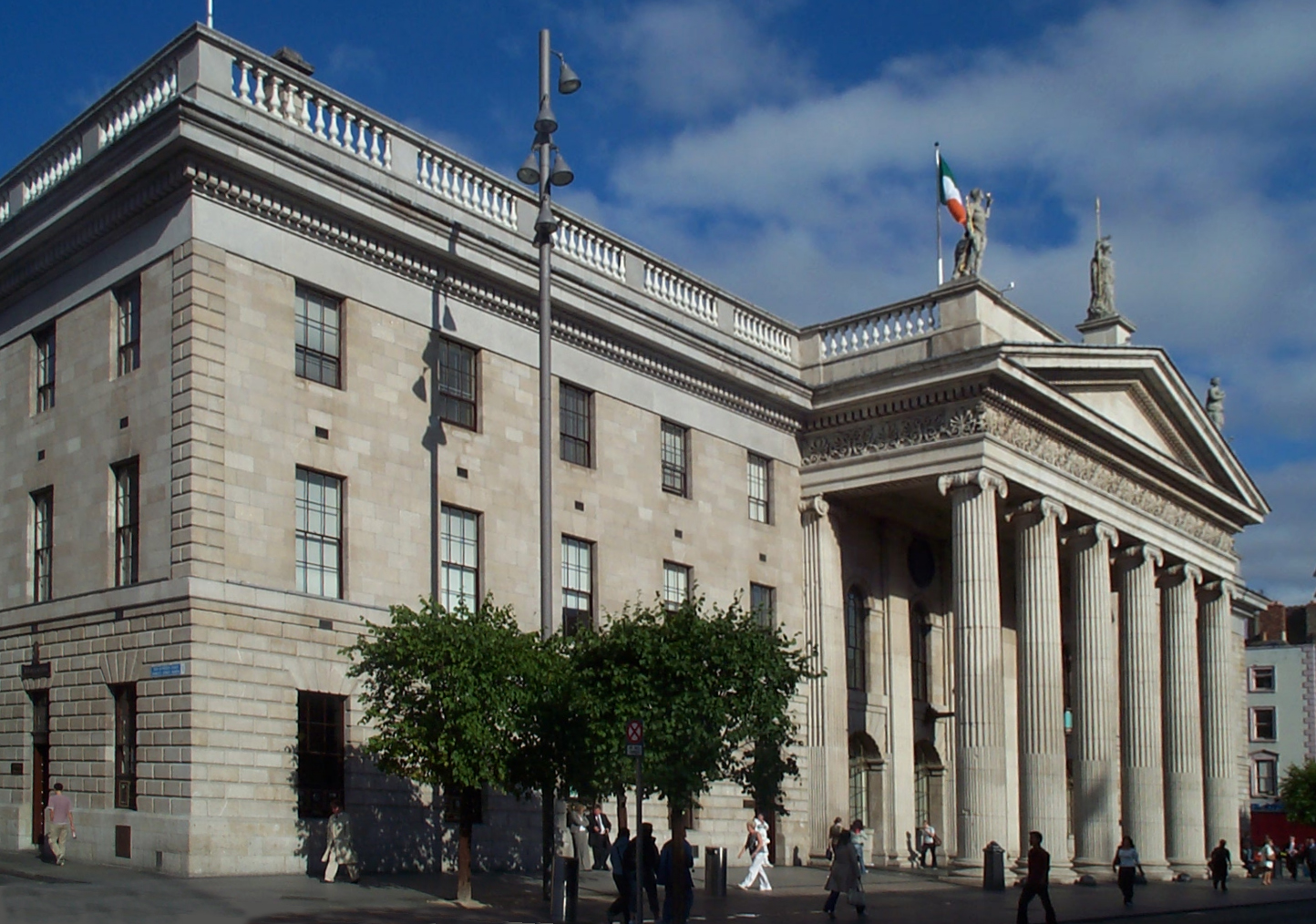
Fassade (2006)

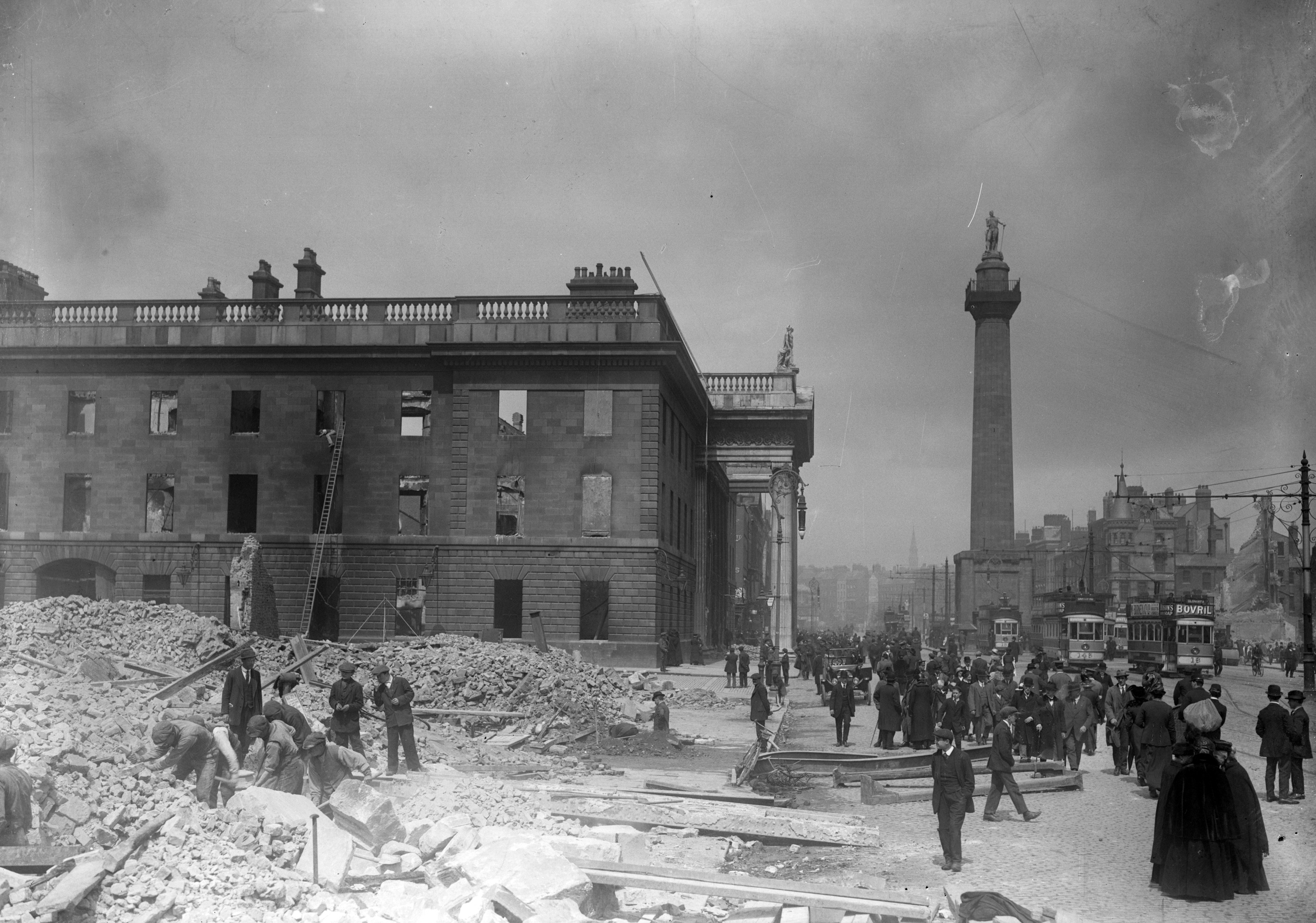
Zerstörtes Hauptpostgebäude in der Sackville Street (der späteren O’Connell Street) nach dem Aufstand 1916 (Nelson's Pillar im Hintergrund)

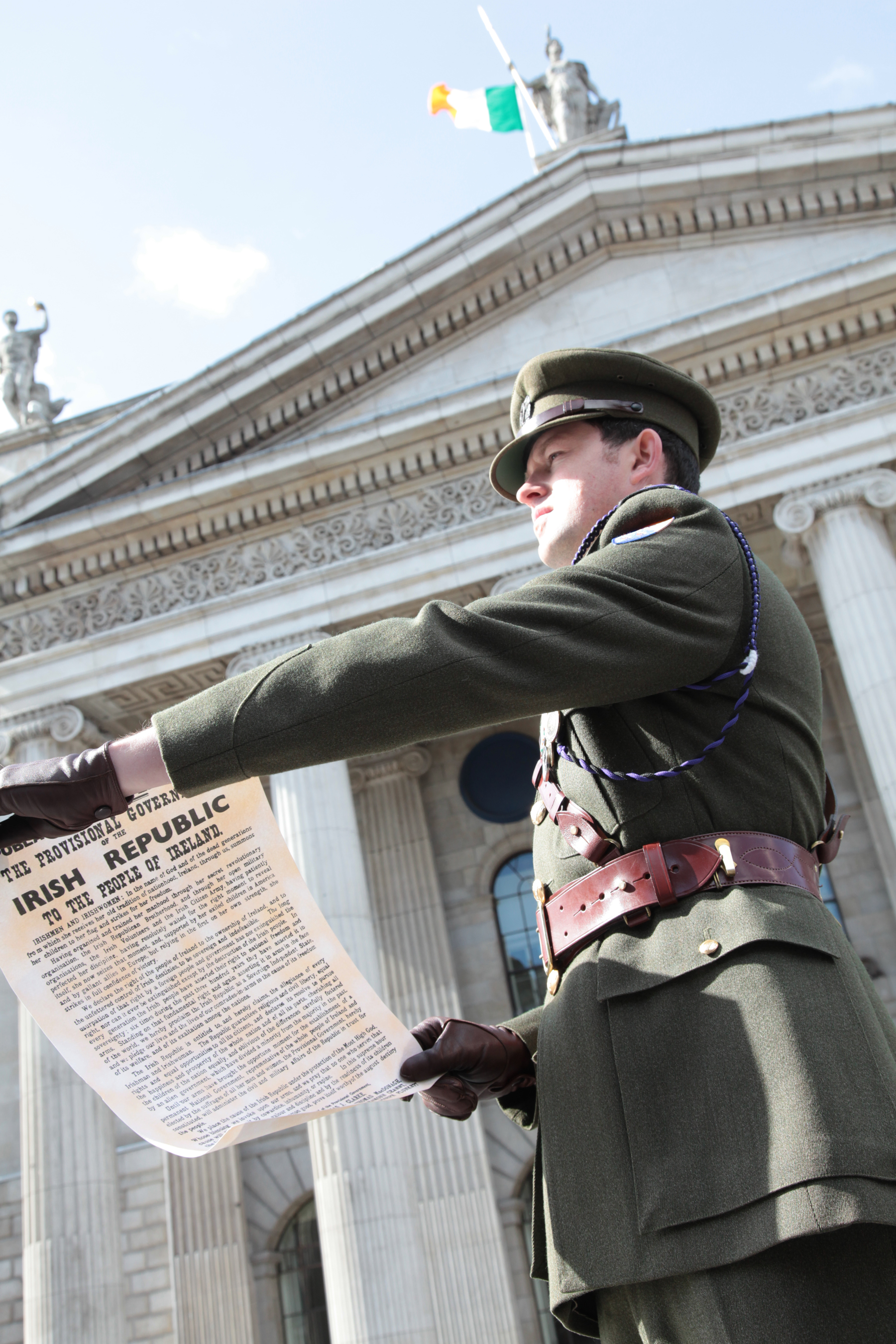
Capt Eoin O Sullivan verliest die Oster-Proklamation bei der Gedenkfeier Ostersonntag 2010 vor dem General Post Office.

Das General Post Office (GPO, irisch Árd-Oifig an Phoist) ist das Hauptpostamt von Dublin und war bis 2023 Hauptsitz von An Post, der irischen Post. Es liegt an der Ecke Henry Street und O’Connell Street, mit dem Haupteingang in der O’Connell Street.

## Geschichte
Neben dem von dem irischen Architekten Francis Johnston (1760–1829) entworfenen General Post Office befand sich bis 1966 die 1809 errichtete Nelsonsäule (Nelson’s Pillar), die ebenfalls auf Entwürfe Johnstons zurückgeht.
Das Gebäude ist in die Geschichte eingegangen als das Hauptquartier des Osteraufstandes 1916: Am 24. April 1916, einem Ostermontag, stürmten Mitglieder der Irish Volunteers Force und der Irish Citizen Army die Post und besetzten sie sowie weitere offizielle Gebäude der Stadt. Sie proklamieren die Republik Irland, bevor sie der britischen Repression erlagen.
Das General Post Office  wurde bei dieser Gelegenheit stark beschädigt. Es wurde dann vom Irischen Freistaat wiederhergestellt. Eine Statue von Cúchulainn, dem berühmtesten Helden der irisch-keltischen Mythologie, steht vor dem Gebäude, um an den Aufstand zu erinnern.

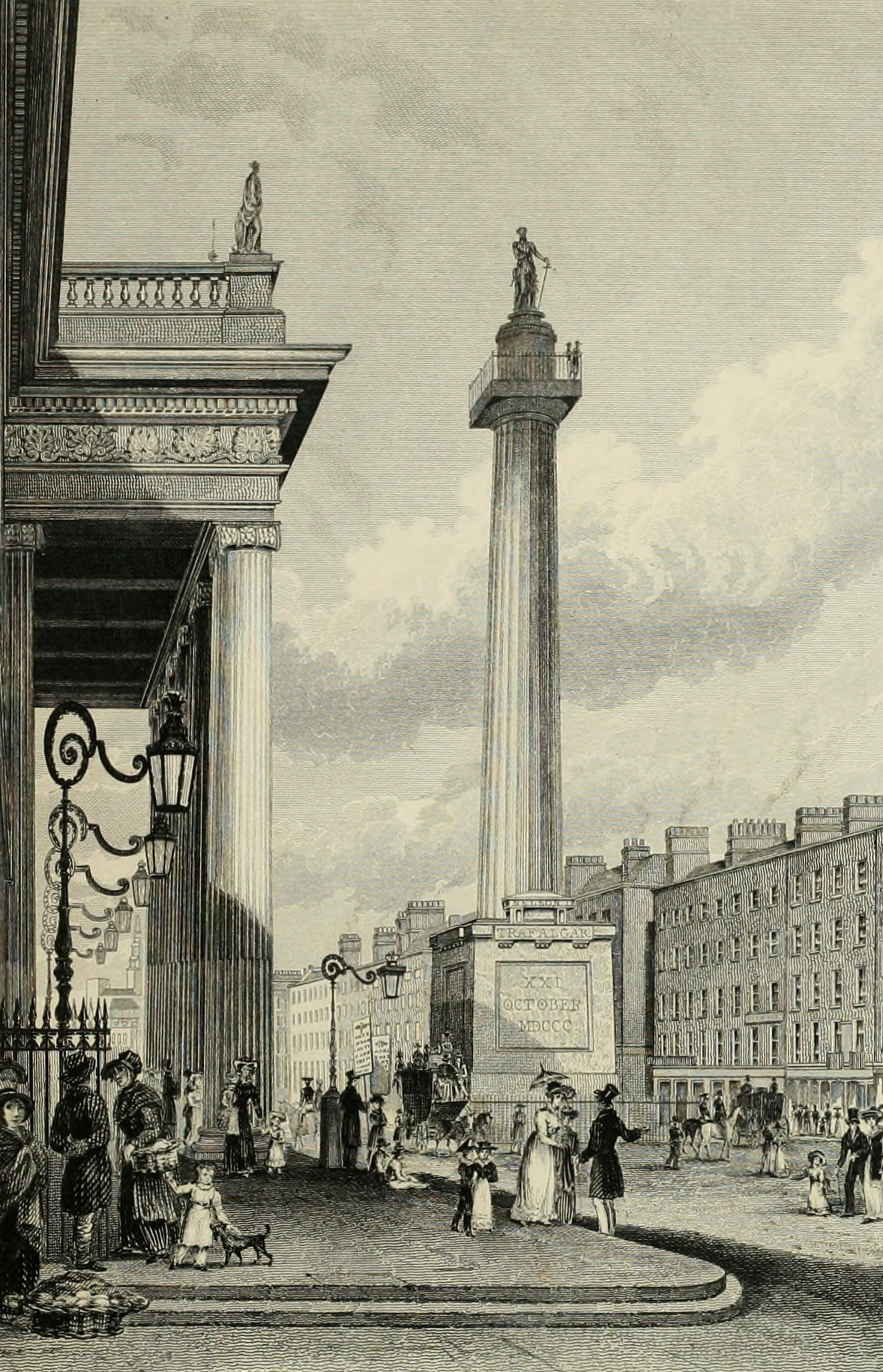
General Post Office (links) und Nelson’s Pillar (ca. 1830)
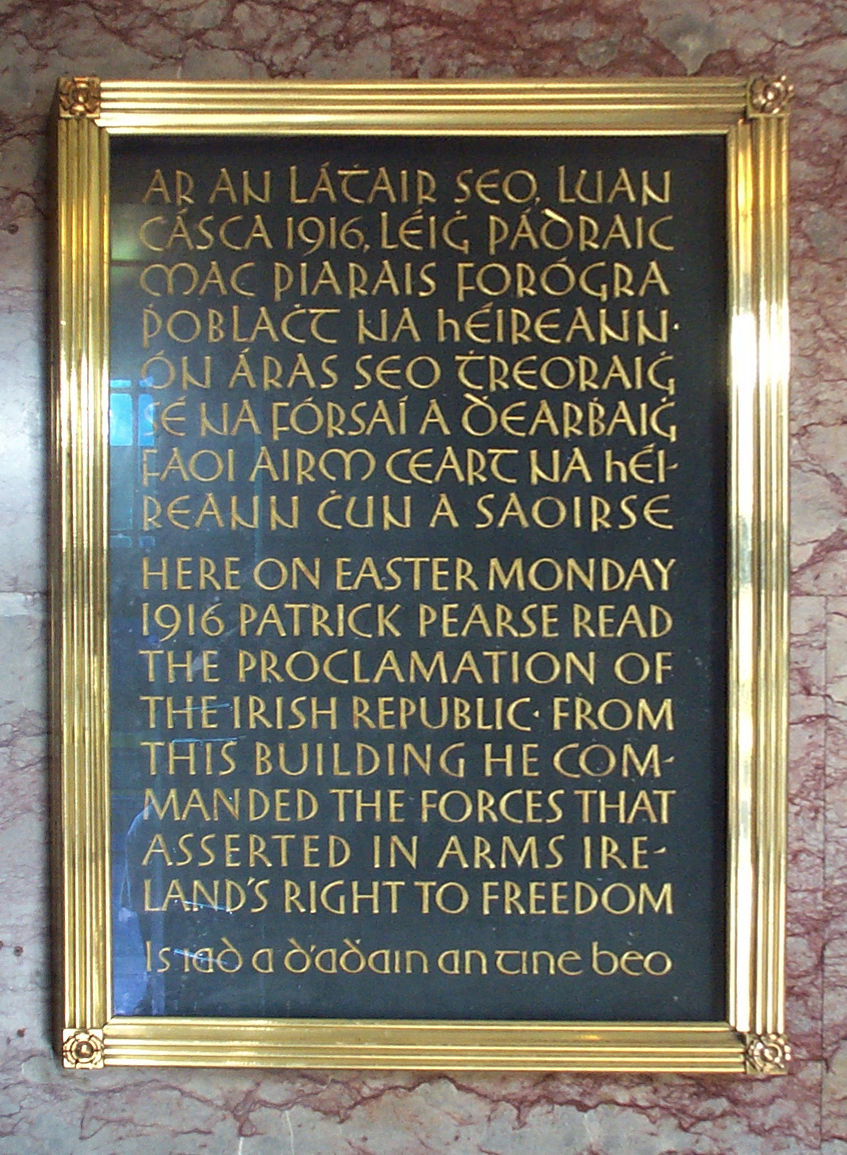
Gedenktafel an den Osteraufstand (1916)
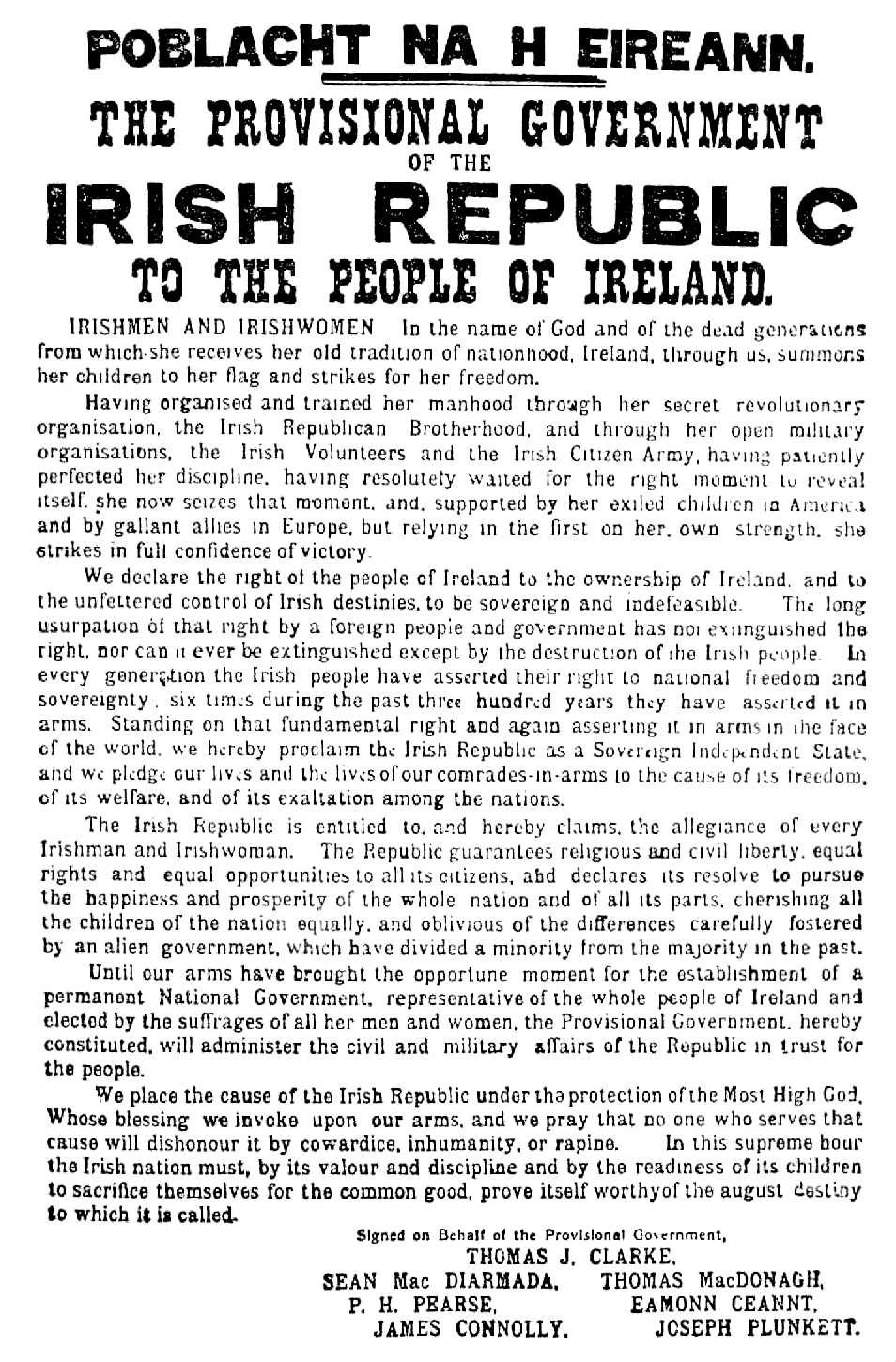
Text der von Patrick Pearse vor dem General Post Office verkündeten Oster-Proklamation von 1916